# 株式会社立大学
株式会社立大学（かぶしきがいしゃりつだいがく）は、日本の私立大学の一形態であり、株式会社が設立する大学のことである。

## 概要
2003年度に学校設置主体の特例として、構造改革特別区域法の改正により特定非営利活動法人（学校設置非営利法人）及び株式会社（学校設置会社）による学校経営への参入が容認された。
本制度導入以前は私立学校の設立母体になれるのは学校法人のみであった。小泉純一郎政権時代に民間企業にも学校経営への参入を認めるべきだという論議が起こり、大学については構造改革特別区域に限り、2003年度より特定非営利活動法人及び株式会社にも設立が認められた。
株式会社立大学の制度が創設されたのは2003年であるが、その翌年の2004年から設置が始まった。ただし2007年から現在まで、新規の設置例はない。
学校法人が設置する私立大学に対しては、私立学校振興助成法にもとづく私学助成が行われている。しかし、株式会社立大学はこれにあてはまらないためにこれを受けられず、大学運営資金の全額を自社で賄わなければならない。また、税法上の特典も得られない。このため当初は株式会社立大学として設立されたにもかかわらず、のちに学校法人を創設して学校法人立大学に転換した学校も存在する。
税法上や私学助成のメリットがなく経営面で不利益を蒙るにもかかわらず、事業者があえて株式会社立大学を選択する理由のひとつに、大学の新設や学部増設が相次ぐ中、株式会社立の大学は学生が法的に大学と対等な契約関係にあると位置づけられる点などを訴求し、他大学との競合上の差別化を図れることがあげられる。また、文部科学省からの統制を緩和して運営上の自由度を高められるという利点もある。

## 現存する株式会社立大学
- LEC東京リーガルマインド大学院大学 (2004年 株式会社東京リーガルマインド) - 「LEC東京リーガルマインド大学」として設立されたが、2013年に学部を廃止し、大学院のみの大学として存続。
- デジタルハリウッド大学 (2005年 デジタルハリウッド株式会社) - 大学院のみの「デジタルハリウッド大学院大学」として設立。その後、学部を設置して現大学名に改称。
- ビジネス・ブレークスルー大学 (2005年 ・2010年 株式会社ビジネス・ブレークスルー) - 大学院のみの「ビジネス・ブレークスルー大学院大学」として設立。その後、学部を設置して現大学名に改称。
- サイバー大学 (2007年 株式会社サイバー大学) - ソフトバンク系列。通信の課程のみを設置する大学。ほとんどの科目がインターネットでのメディア授業となっており、面接授業を受けることなく卒業が可能。

## 学校法人立に転換された大学
株式会社立大学だったもの
- グロービス経営大学院大学 (2006年 株式会社グロービス経営大学院) -  株式会社立大学として設立されたが、2008年に設置者の法人格を学校法人に変更した。

当初株式会社立予定だったもの
- SBI大学院大学 (2008年 学校法人SBI大学)  - 計画段階では株式会社立での設立を予定していたが、学校法人としての設置に変更された。

## 廃止された大学
- LCA大学院大学 (2006年 株式会社LCA-I) - 2009年より学生募集停止。2010年度末をもって大学を廃止。
- 日本教育大学院大学 (2007年 株式会社栄光) -  栄光ゼミナールの経営元である株式会社栄光が設立したが、2014年4月に学校法人国際学園に設置者を変更し、株式会社立大学から学校法人立の大学に転換した[6]。その後、2017年4月に星槎大学と統合した。

## 計画中止となったもの
- TAC大学院大学 (TAC株式会社)  - 株式会社立大学として2006年設置を目指して計画を進めていたが、結局計画中止された[7]。
- WAO大学院大学 (ワオ・コーポレーション[8])